# Iodopepla alayoi
Iodopepla alayoi là một loài bướm đêm trong họ Noctuidae.